# زهير دار زيد
زهير محمد حمد الله دار زيد (11 أبريل 1964 في بيتللو) دبلوماسي فلسطيني، كان سفيرًا لدولة فلسطين لدى سريلانكا بين عامي 2014 و2024. ويشغل حاليًا منصب سفير فلسطين لدى باكستان منذ عام 2024.

## حياته
في 29 مارس 2014، عُين سفيرًا لدولة فلسطين لدى سريلانكا بواسطة الرئيس الفلسطيني محمود عباس.
في 20 أبريل 2014، أدى اليمين القانونية أمام الرئيس الفلسطيني محمود عباس لشغل منصب سفير دولة فلسطين لدى سريلانكا.
لاحقًا في 12 مايو 2014، سلّم نسخة من أوراق اعتماده إلى الرئيس السريلانكي. بقي في المنصب حتى انتهاء مهامه في أغسطس 2024.
في 28 أكتوبر 2024، سلّم نسخة من أوراق اعتماده سفيرًا لدولة فلسطين لدى باكستان إلى رئيس الجمهورية آصف علي زرداري.